# 邹忌
邹忌（？—？），中国战国时代齐国人。《史记》中亦作驺忌，齐威王时为相，后封于下邳（今江苏省睢宁县古邳镇），号成侯。后又事齐宣王。邹忌时期，齐国先后取得了桂陵之战、桑丘之战、马陵之战等胜利，徐州相王后齐国国君开始称王，多国朝于齐国。但邹忌也曾阻止齐国救赵、救韩，并因将相失和而一度逼走田忌。

## 人物事迹
齐威王二年（公元前355年），騶忌靠鼓琴见到齐威王，后趁机在齐威王鼓琴时陈说为政之道，在见到齐威王仅仅三月后，被任命为齐相。接受淳于髡“毋離前”“事左右”“自附於萬民”“擇君子，毋雜小人其閒”“謹修法律而督姦吏”的建议。次年封下邳，号成侯。

邹忌形容美丽，曾经向妻、妾、客询问自己与齐国美男子城北徐公相比谁更美，而妻因为偏爱自己、妾因为害怕自己、客因为有求于自己，都说自己比城北徐公美。邹忌在发现城北徐公比自己美丽太多后，从中悟出自己受到了蒙蔽，从而想到齐威王受到的宫妇左右、大臣、百姓的蒙蔽比自己更严重，于是建议齐威王广开言路，最终使得齐国在政治上战胜别国。

齐威王四年（公元前353年），赵国邯郸遭遇魏国攻击，赵国向齐国求救。齐威王询问属下是否应当救援赵国，鄒忌认为不应该救赵国，而段干綸认为应该救援赵国，最终齐王采用了段干綸建议，南攻魏国襄陵。最后承魏之弊，任命田忌为将，任命孙膑为师，取得桂陵之战的胜利。

齐威王十五年（公元前342年），馬陵之戰爆發。此時邹忌为相，田忌为将，两人之间有嫌隙。邹忌采用公孫閈计策，向齐威王建议伐魏。田忌三戰三勝，公孫閈派人伪装成田忌之人在市中占卜谋反之事。田忌發兵突襲臨淄，欲捉拿邹忌，失败，被迫逃离齐国，前往楚国。

邹忌害怕田忌依靠楚国力量回到齐国，于是派遣杜赫前往楚国，杜赫向楚王建议封田忌于江南之地，这样邹忌就会使齐国和楚国交好，田忌也会感激楚王；而田忌之后回到齐国，一定会以齊事楚。于是田忌受楚王封于江南之地。

齐宣王即位，田忌返回齐国。

齐宣王时，邹忌提拔很多人仕官，齐王对此很不高兴。晏首富贵，而很少提拔別人入仕，齐王很高兴。邹忌对齐宣王说：“我认为有一个孝子，不如有五个孝子。现在晏首所进用当官的有几人呢？”齐王因此认为晏首堵塞了人才进用的道路。

## 延伸阅读
[在维基数据编辑]
 《史記/卷074》，出自司馬遷《史記》